# Jupiler

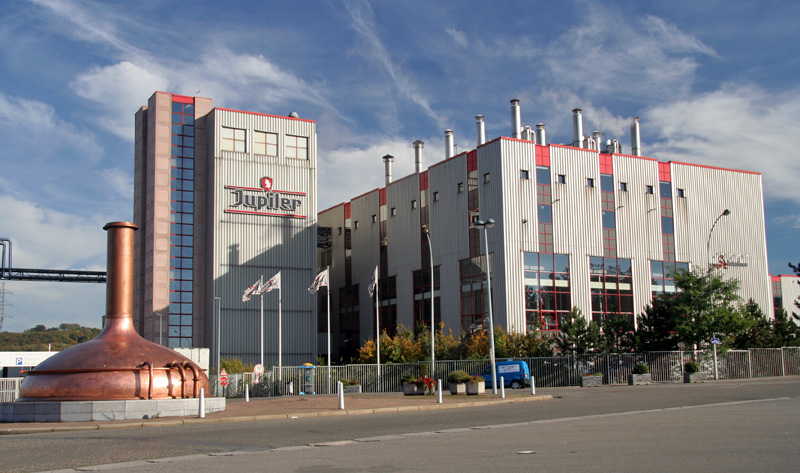
Brauerei

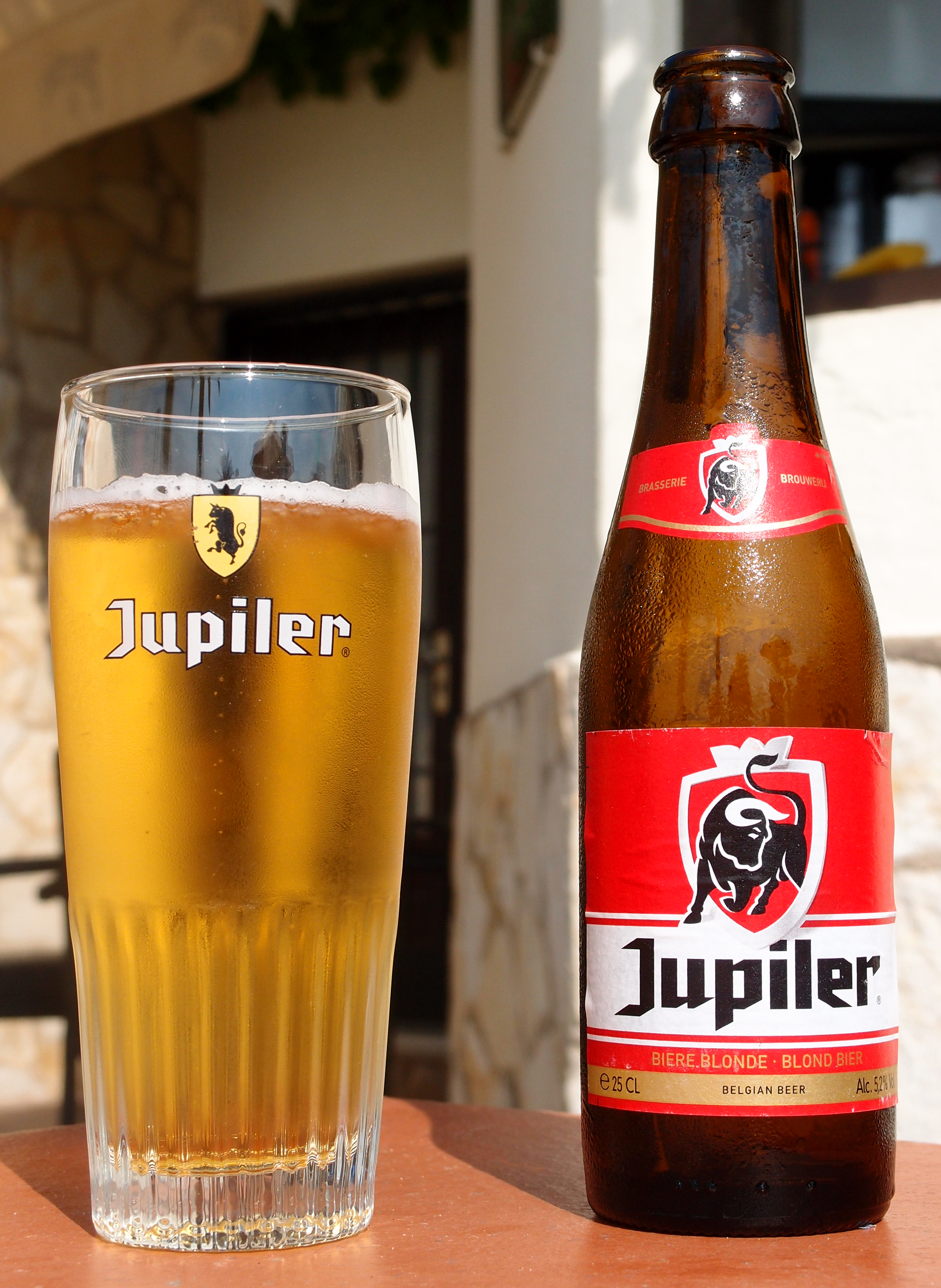
Jupiler im (alten) Originalglas

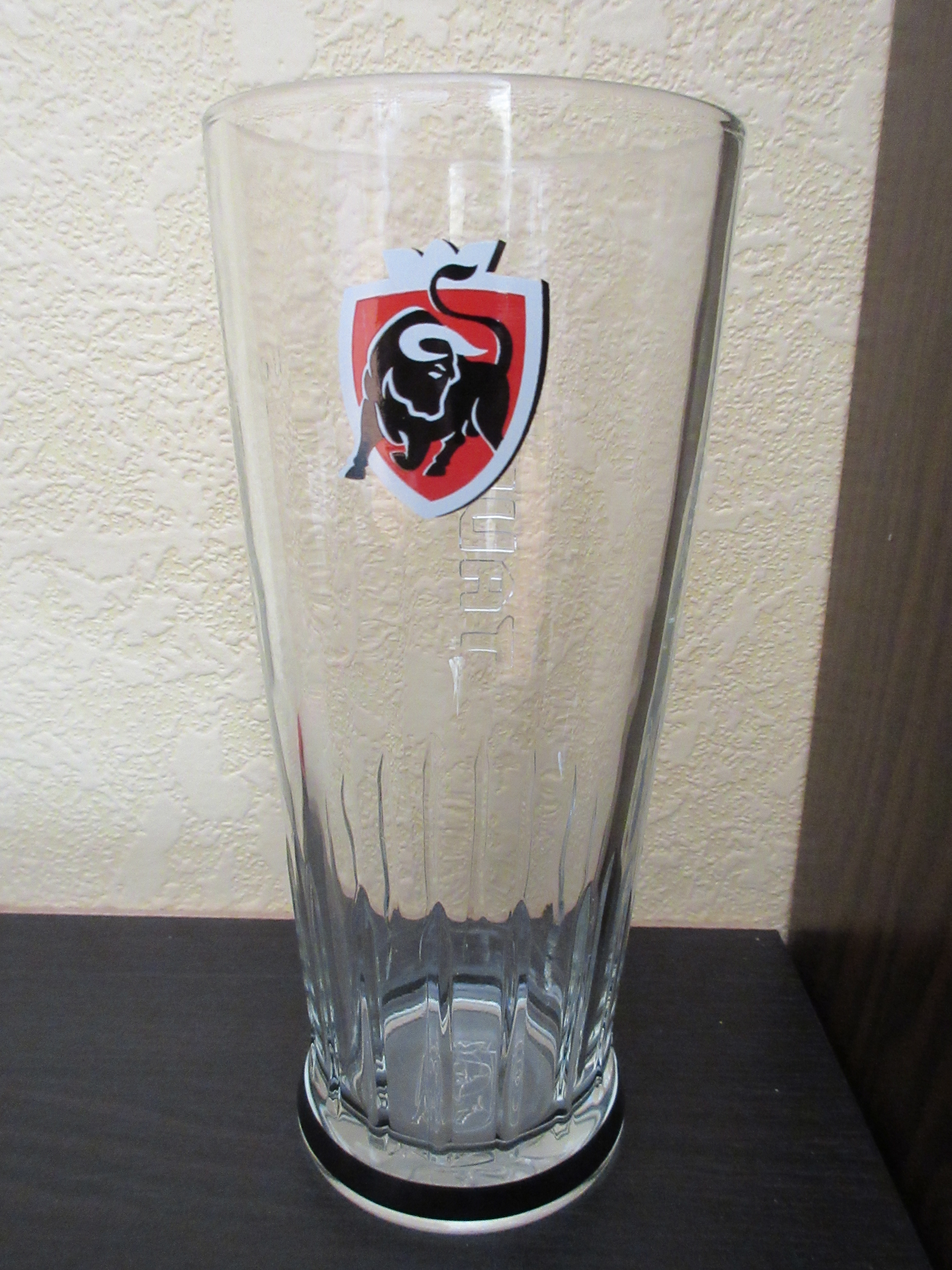
Neues Logo

Jupiler [ˈʒypilɛr] ist der Markenname eines Bieres aus Belgien, das von der Brauerei Piedbœuf (später bekannt als Brauerei Jupiler) gebraut wird. Die Brauerei hat ihren Sitz in Jupille-sur-Meuse, einer Teilgemeinde Lüttichs, und gehört zur Anheuser-Busch InBev.
Jupiler ist eine vergleichsweise junge Biermarke, das Bier Jupiler Urtyp wurde seit 1950 gebraut, ein Bier nach Pilsener Brauart, Jupiler 5  seit 1966. Das heutige Jupiler hat einen leicht herben Geschmack und enthält 5,2 Volumenprozent Alkohol. Die ideale Trinktemperatur liegt bei 3 Grad Celsius. In Belgien hat es einen Marktanteil von 45 Prozent und ist somit vor Maes das am meisten verkaufte Pils.
Jupiler ist Hauptsponsor der belgischen 1. Fußballdivision, der Jupiler Pro League.

## Varianten
- Die alkoholfreie Variante: Jupiler N.A.
- Seit März 2006: Jupiler Blue mit 3,3 Volumenprozent Alkohol
- Seit November 2008: Jupiler Tauro Spezialbier mit 8,3 Volumenprozent Alkohol